# Stanislav Varga
Stanislav Varga (Lipany, 8 de outubro de 1972) é um ex-futebolista eslovaco.
Começou em 1992, no  Tatran Prešov. Passou também por Slovan Bratislava, West Bromwich, Celtic e Sunderland (duas passagens) até 2008, quando deixou de jogar, pelo Burnley.
Varga também atuou pela Seleção Eslovaca de Futebol, entre 1997 e 2006.